# Spannberg
Spannberg är en ort och kommun  i Österrike. Den ligger i distriktet Gänserndorf i förbundslandet Niederösterreich, i den östra delen av landet, 40 km nordost om huvudstaden Wien. 